# Clusia multiflora
Clusia multiflora är en tvåhjärtbladig växtart. Clusia multiflora ingår i släktet Clusia och familjen Clusiaceae.

## Underarter
Arten delas in i följande underarter:
- C. m. multiflora
- C. m. scariosepala